# 케이티샛
케이티샛(KT Sat)은 대한민국의 위성서비스 기업이다. 2012년 12월, KT의 위성사업 부문을 물적분할하여 설립되었다. 주요 사업은 중계기 임대서비스, 비디오전송서비스, 데이터전송서비스, 이동위성서비스 등이다. 주요자산으로 올레 1호(2158억원), 무궁화 5호(237억원), 콘도셋(381억원) 등 기계시설과 위성센터가 있다.

## 소재지
- 본사 : 서울특별시 강남구 테헤란로 422 KT 선릉타워 13~14F
- 용인 위성관제센터 : 경기도 용인시 처인구 동부로 443번길 20-16
- 금산 위성센터(KT스카이라이프 방송 센터) : 충청남도 금산군 금성면 가래울길 117
- 부산 해양위성센터 : 부산광역시 중구 중앙대로 102 7층

## 논란
3000억원 이상이 투자된 무궁화 3호를 발사 11년 후 궤도를 포함하여 홍콩 ABS(Asia Broadcast Satellite)사에 5억원에 매각해 논란이 되었다.
매각과정에서 현행법 절차를 지키지 않아 미래창조과학부로부터 고발당하기도 했으며, 위성사업을 총괄하던 실무 책임자가 무궁화 3호를 헐값에 인수한 ABS사로 이직한 것으로 밝혀졌다.

## 보유 인공위성 목록
- 무궁화 5호
- 무궁화 6호
- 무궁화 7호
- 무궁화 8호 - 홍콩 ABS 사와 독점 소유권을 나눠 가진 위성으로서 ABS-2로도 불린다.
- 무궁화 5A호